# Hasemania
Hasemania – rodzaj słodkowodnych ryb z rodziny kąsaczowatych (Characidae). 

## Klasyfikacja
Gatunki zaliczane do tego rodzaju:
- Hasemania crenuchoides
- Hasemania hanseni
- Hasemania kalunga
- Hasemania maxillaris
- Hasemania melanura
- Hasemania nambiquara
- Hasemania nana – miedzik obrzeżony[3], zwinnik karzełek[3], miedzik srebrnopręgi[4]
- Hasemania piatan

Gatunkiem typowym jest Hasemania melanura.